# Otrovne ruke (2001.)
Otrovne ruke su četvrti samostalni amaterski film Bore Lee-ja i vjerojatno onaj koji mu je omogućio proboj na estradu. Naime, to je prvi njegov uradak koji je prikazan van njegovog rodnog grada Sinja i upravo te projekcije omogućile su mu mogućnost rada u boljim produkcijskim uvjetima.

## Radnja flma
Zaplet ovog filma je prilično jednostavan: zla banda ubije Borinog najbolje prijatelja Krešu Hyonga te im se Bore osvećuje višekratno ih premlativši da bi na kraju ubio zlog šefa bande Žeru i njegovog pomagača Širovića. Vrhunci filma: Krešo Hyong se može vidjeti u pozadini prizora svog sprovoda, banda ostavlja Bori "opasne" porukice, scene tuče...
Kao i dotadašnji Borini filmovi, i ovaj se odlikuje relativno banalnim zapletom i amaterskom produkcijom no likovi su živopisni i urnebesno zabavni, pa to izvlači film iz prosječnih amaterskih uradaka.